# 2014年イギリスグランプリ
2014年イギリスグランプリは、2014年のF1世界選手権第9戦として、2014年7月6日にシルバーストン・サーキットで開催された。

## 予選

### 展開
雨のQ1でフェラーリ、ウィリアムズが敗退する。Q2では雨も止み、トップタイムはハミルトン。リチャルドは10位でぎりぎりQ3進出。Q3では雨模様の空となり、各車コースインし、タイムを出しに行く。すると、予想通り雨が降り始めた段階の判断で明暗が分かれた。トップタイムを出していたハミルトン、4番手のリチャルドはこれ以上のタイム更新はできないと判断して2回目のアタックを行わずに予選を終えた。しかし、この雨はコース全域にわたるものではなく、セクター3のコンディションは良くなっていた。2回目のアタックを敢行したロズベルグはトップタイムをマークし、それにベッテル、バトン、ヒュルケンベルグ、マグヌッセンらもハミルトンのタイムを上回り、ハミルトンは6番手。リチャルドも8番手に終わった。

### 結果
| Pos.                | No. | ドライバー                 | チーム                         | Q1       | Q2       | Q3       | Grid |
| ------------------- | --- | -------------------------- | ------------------------------ | -------- | -------- | -------- | ---- |
| 1                   | 6   | ニコ・ロズベルグ           | メルセデス                     | 1:40.380 | 1:35.179 | 1:35.766 | 1    |
| 2                   | 1   | セバスチャン・ベッテル     | レッドブル・ルノー             | 1:45.086 | 1:36.410 | 1:37.386 | 2    |
| 3                   | 22  | ジェンソン・バトン         | マクラーレン・メルセデス       | 1:44.425 | 1:36.579 | 1:38.200 | 3    |
| 4                   | 27  | ニコ・ヒュルケンベルグ     | フォースインディア・メルセデス | 1:41.271 | 1:37.112 | 1:38.329 | 4    |
| 5                   | 20  | ケビン・マグヌッセン       | マクラーレン・メルセデス       | 1:42.507 | 1:37.370 | 1:38.417 | 5    |
| 6                   | 44  | ルイス・ハミルトン         | メルセデス                     | 1:41.058 | 1:34.870 | 1:39.232 | 6    |
| 7                   | 11  | セルジオ・ペレス           | フォースインディア・メルセデス | 1:42.146 | 1:37.350 | 1:40.457 | 7    |
| 8                   | 3   | ダニエル・リチャルド       | レッドブル・ルノー             | 1:44.710 | 1:38.166 | 1:40.606 | 8    |
| 9                   | 26  | ダニール・クビアト         | トロロッソ・ルノー             | 1:41.032 | 1:36.813 | 1:40.707 | 9    |
| 10                  | 25  | ジャン＝エリック・ベルニュ | トロロッソ・ルノー             | 1:43.040 | 1:37.800 | 1:40.855 | 10   |
| 11                  | 8   | ロマン・グロージャン       | ロータス・ルノー               | 1:43.121 | 1:38.496 |          | 11   |
| 12                  | 17  | ジュール・ビアンキ         | マルシャ・フェラーリ           | 1:41.169 | 1:38.709 |          | 12   |
| 13                  | 4   | マックス・チルトン         | マルシャ・フェラーリ           | 1:42.082 | 1:39.800 |          | 17   |
| 14                  | 21  | エステバン・グティエレス   | ザウバー・フェラーリ           | 1:43.285 | 1:40.912 |          | 19   |
| EX                  | 13  | パストール・マルドナド     | ロータス・ルノー               | 1:43.892 | 1:44.018 |          | 203  |
| 16                  | 99  | エイドリアン・スーティル   | ザウバー・フェラーリ           | 1:42.603 | No time  |          | 13   |
| 17                  | 77  | バルテッリ・ボッタス       | ウィリアムズ・メルセデス       | 1:45.318 |          |          | 14   |
| 18                  | 19  | フェリペ・マッサ           | ウィリアムズ・メルセデス       | 1:45.695 |          |          | 15   |
| 19                  | 14  | フェルナンド・アロンソ     | フェラーリ                     | 1:45.935 |          |          | 16   |
| 20                  | 7   | キミ・ライコネン           | フェラーリ                     | 1:46.684 |          |          | 18   |
| 107% time: 1:47.406 |     |                            |                                |          |          |          |      |
| 21                  | 9   | マーカス・エリクソン       | ケータハム・ルノー             | 1:49.421 |          |          | 21   |
| 22                  | 10  | 小林可夢偉                 | ケータハム・ルノー             | 1:49.625 |          |          | 22   |

- No.4はギアボックス交換のため5グリッド降格[3]
- No.21はギアボックス交換と前戦での危険なリリースにより10グリッド降格[3]
- No.13は予選後ピットに戻れるだけの燃料を残していなかったため結果から除外[4]
- No.9、No.10は107％ルールをクリアできなかったが、スチュワードにより出走を許可された[3]

## 決勝

### 展開
決勝はドライコンディションで、アロンソ、ライコネンのフェラーリ勢がハードタイヤ、それ以外の全車がミディアムタイヤでのスタートとなった。スタートではロズベルグが好スタートを決めた一方、ベッテル、ヒュルケンベルグが遅れ、バトン、マグヌッセンのマクラーレン勢が2、3番手に浮上、ハミルトンも2つポジションをあげた。後方ではターン1でペレスとベルニュが接触、さらにターン5でライコネンがスピンし、避けきれなかったマッサと接触して両者リタイヤとなった。これにより赤旗中断となった。その後、セーフティカー先導でレースが再開され、セーフティカーが退去すると、すぐさまハミルトンはマグヌッセン、バトンをかわし、4周目に2番手に浮上し、この時点でトップロズベルグとは5秒差、ここからじわじわとペースをあげてロズベルグを追い上げ始める。後方では予選で後退したボッタスは1周目に9番手まで順位をあげ、ベッテルの後ろ6番手まであがってきていた。同じく後方からのスタートとなったアロンソもオーバーテイクを連発しながら追い上げていたが、スタート位置を間違えて5秒加算ペナルティを受けてしまう。上位陣では10周目のベッテルのピットインを皮切りに各車ピットインし始める。トップを走っていたロズベルグは18周目にピットイン。ハミルトンは24周目にピットインした。順位は変わらなかったが、ここからハミルトンが1周1秒近く速い猛烈なペースで追い上げ、29周目にロズベルグが今季初のリタイヤを喫しているのを尻目にトップに立つ。中団ではアロンソとベッテルのチャンピオンドライバー同士の激しいバトルが白熱し、最後はベッテルがタイヤの履歴を利して、アロンソをオーバーテイクした。また、3位争いは早めのピットインで3番手に上がっていたリカルドが上がっていたが、これをバトンが10秒近くあった差を最後はコンマ8秒程まで詰めたものの抜くまでには至らなかった。ハミルトンが52周のレース締めくくり、今季5勝目。予選での失敗はあったが、決勝での追い上げで挽回した。2番手には14番手スタートながらこちらも追い上げを見せたボッタス。3位にはリカルド。早めのピットイン敢行も、何とか1ストップ作戦を遂行しバトンから逃げ切った。4番手のバトンはまたしても母国初表彰台とはならなかった。5位はベッテル。2ストップ作戦をとったものの、逆に順位を下げる結果となってしまった。6位はアロンソ。2秒近く速いベッテルを10周以上抑えたが、スタートでの停止位置のミスが悔やまれる。ロズベルグのリタイヤもあって、ロズベルグとハミルトンのポイント差は4ポイントまで縮まった。

### 結果
| Pos. | No. | ドライバー                 | チーム                         | 周回数 | タイム/リタイア | Grid | Pts. |
| ---- | --- | -------------------------- | ------------------------------ | ------ | --------------- | ---- | ---- |
| 1    | 44  | ルイス・ハミルトン         | メルセデス                     | 52     | 2:26:52.094     | 6    | 25   |
| 2    | 77  | バルテッリ・ボッタス       | ウィリアムズ・メルセデス       | 52     | +30.135         | 14   | 18   |
| 3    | 3   | ダニエル・リチャルド       | レッドブル・ルノー             | 52     | +46.495         | 8    | 15   |
| 4    | 22  | ジェンソン・バトン         | マクラーレン・メルセデス       | 52     | +47.390         | 3    | 12   |
| 5    | 1   | セバスチャン・ベッテル     | レッドブル・ルノー             | 52     | +53.864         | 2    | 10   |
| 6    | 14  | フェルナンド・アロンソ     | フェラーリ                     | 52     | +59.946         | 16   | 8    |
| 7    | 20  | ケビン・マグヌッセン       | マクラーレン・メルセデス       | 52     | +1:02.563       | 5    | 6    |
| 8    | 27  | ニコ・ヒュルケンベルグ     | フォースインディア・メルセデス | 52     | +1:28.692       | 4    | 4    |
| 9    | 26  | ダニール・クビアト         | トロロッソ・ルノー             | 52     | +1:29.340       | 9    | 2    |
| 10   | 25  | ジャン＝エリック・ベルニュ | トロロッソ・ルノー             | 51     | +1 lap          | 10   | 1    |
| 11   | 11  | セルジオ・ペレス           | フォースインディア・メルセデス | 51     | +1 lap          | 7    |      |
| 12   | 8   | ロマン・グロージャン       | ロータス・ルノー               | 51     | +1 lap          | 11   |      |
| 13   | 99  | エイドリアン・スーティル   | ザウバー・フェラーリ           | 51     | +1 lap          | 13   |      |
| 14   | 17  | ジュール・ビアンキ         | マルシャ・フェラーリ           | 51     | +1 lap          | 12   |      |
| 15   | 10  | 小林可夢偉                 | ケータハム・ルノー             | 50     | +2 laps         | 22   |      |
| 16   | 4   | マックス・チルトン         | マルシャ・フェラーリ           | 50     | +2 laps         | 17   |      |
| 17   | 13  | パストール・マルドナド     | ロータス・ルノー               | 49     | エキゾースト    | 20   |      |
| Ret  | 6   | ニコ・ロズベルグ           | メルセデス                     | 28     | ギアボックス    | 1    |      |
| Ret  | 9   | マーカス・エリクソン       | ケータハム・ルノー             | 11     | サスペンション  | 21   |      |
| Ret  | 21  | エステバン・グティエレス   | ザウバー・フェラーリ           | 9      | 接触            | 19   |      |
| Ret  | 19  | フェリペ・マッサ           | ウィリアムズ・メルセデス       | 0      | 接触            | 15   |      |
| Ret  | 7   | キミ・ライコネン           | フェラーリ                     | 0      | クラッシュ      | 18   |      |

ラップリーダー
- ニコ・ロズベルグ(1-18,25-28)
- ルイス・ハミルトン(19-24,29-52)

## 第9戦終了時点でのランキング
|   | 順位 | ドライバー             | ポイント |
| - | ---- | ---------------------- | -------- |
|   | 1    | ニコ・ロズベルグ       | 165      |
|   | 2    | ルイス・ハミルトン     | 161      |
|   | 3    | ダニエル・リカルド     | 98       |
|   | 4    | フェルナンド・アロンソ | 87       |
| 2 | 5    | バルテリ・ボッタス     | 73       |

|   | 順位 | コンストラクター                | ポイント |
| - | ---- | ------------------------------- | -------- |
|   | 1    | メルセデス                      | 326      |
|   | 2    | レッドブル-ルノー               | 168      |
|   | 3    | フェラーリ                      | 106      |
| 1 | 4    | ウィリアムズ-メルセデス         | 103      |
| 1 | 5    | フォース・インディア-メルセデス | 91       |

- 注：ドライバー、コンストラクター共にトップ5のみ表示。